# علاة قطران (يافع)

تعديل مصدري - تعديل

علاة قطران هي إحدى قرى عزلة لبعوس بمديرية يافع التابعة لمحافظة لحج، بلغ تعداد سكانها 153 نسمة حسب تعداد اليمن لعام 2004.